# Greatest Hits (Bruce-Springsteen-Album)
Greatest Hits ist die erste Kompilation des US-amerikanischen Musikers Bruce Springsteen aus dem Jahr 1995.

## Entstehung und Veröffentlichung
Die Erstveröffentlichung von Greatest Hits erfolgte am 24. Februar 1995 bei Columbia Records. Das Album erschien in seiner Originalausführung als CD, MC, Doppel-LP und MD mit 18 Titeln (Katalognummern: 478555-2/-4/-1/-8). Im Zuge des Record Store Days erschien es am 21. April 2018 erneut als LP-Ausführung bei Sony Music Entertainment (Katalognummer: 0889854601218). Zweieinhalb Monate später erschien es abermals bei Columbia Records als LP (Katalognummer: 19075820661). Das Best-of-Album umfasst Aufnahmen, die zwischen 1974 und 1995 veröffentlicht wurden, die meisten in Zusammenarbeit mit der E Street Band.

## Titelliste
| Nr. | Titel                   | Original Album (Jahr)                                                       | Länge |
| --- | ----------------------- | --------------------------------------------------------------------------- | ----- |
| 1   | Born to Run             | Born to Run (1975)                                                          | 4:30  |
| 2   | Thunder Road            | Born to Run (1975)                                                          | 4:48  |
| 3   | Badlands                | Darkness on the Edge of Town (1978)                                         | 4:03  |
| 4   | The River               | The River (1980)                                                            | 5:00  |
| 5   | Hungry Heart            | The River (1980)                                                            | 3:20  |
| 6   | Atlantic City           | Nebraska (1982)                                                             | 3:56  |
| 7   | Dancing in the Dark     | Born in the U.S.A. (1984)                                                   | 4:03  |
| 8   | Born in the U.S.A       | Born in the U.S.A. (1984)                                                   | 4:41  |
| 9   | My Hometown             | Born in the U.S.A. (1984)                                                   | 4:12  |
| 10  | Glory Days              | Born in the U.S.A. (1984)                                                   | 3:49  |
| 11  | Brilliant Disguise      | Tunnel of Love (1987)                                                       | 4:15  |
| 12  | Human Touch             | Human Touch (1992)                                                          | 5:10  |
| 13  | Better Days             | Lucky Town (1992)                                                           | 3:44  |
| 14  | Streets of Philadelphia | Philadelphia Soundtrack (1994)                                              | 3:16  |
| 15  | Secret Garden           | Aufgenommen 1995 in den „Hit Factory“ Studios, New York City                | 4:27  |
| 16  | Murder Incorporated     | Aufgenommen im April/Mai 1982 in den „Power Station“ Studios, New York City | 3:57  |
| 17  | Blood Brothers          | Aufgenommen 1995 in den „Hit Factory“ Studios, New York City                | 4:34  |
| 18  | This Hard Land          | Aufgenommen 1995 in den „Hit Factory“ Studios, New York City                | 4:50  |

## Kommerzieller Erfolg

### Chartplatzierungen
| ChartsChartplatzierungen       | Höchstplatzierung | Wochen |
| ------------------------------ | ----------------- | ------ |
| Deutschland (GfK)              | 1 (45 Wo.)        | 45     |
| Österreich (Ö3)                | 1 (29 Wo.)        | 29     |
| Schweiz (IFPI)                 | 1 (36 Wo.)        | 36     |
| Vereinigte Staaten (Billboard) | 1 (48 Wo.)        | 48     |
| Vereinigtes Königreich (OCC)   | 1 (142 Wo.)       | 142    |

| ChartsJahrescharts (1995)    | Platzierung |
| ---------------------------- | ----------- |
| Deutschland (GfK)            | 10          |
| Österreich (Ö3)              | 7           |
| Schweiz (IFPI)               | 18          |
| Vereinigtes Königreich (OCC) | 27          |

### Auszeichnungen für Musikverkäufe
| Land/Region                  | Auszeichnungen für Musikverkäufe (Land/Region, Auszeichnung, Verkäufe) | Verkäufe    |
| ---------------------------- | ---------------------------------------------------------------------- | ----------- |
| Australien (ARIA)            | 10× Platin                                                             | 700.000     |
| Belgien (BRMA)               | Platin                                                                 | (50.000)    |
| Dänemark (IFPI)              | 5× Platin                                                              | (100.000)   |
| Deutschland (BVMI)           | 2× Platin                                                              | (1.000.000) |
| Europa (IFPI)                | 5× Platin                                                              | 5.000.000   |
| Finnland (IFPI)              | Platin                                                                 | (76.419)    |
| Frankreich (SNEP)            | Platin                                                                 | (300.000)   |
| Irland (IRMA)                | Platin                                                                 | (15.000)    |
| Italien (FIMI)               | Platin                                                                 | (50.000)    |
| Japan (RIAJ)                 | Platin                                                                 | 200.000     |
| Kanada (MC)                  | 4× Platin                                                              | 400.000     |
| Neuseeland (RMNZ)            | 4× Platin                                                              | 60.000      |
| Niederlande (NVPI)           | 2× Platin                                                              | (200.000)   |
| Norwegen (IFPI)              | 2× Platin                                                              | (100.000)   |
| Österreich (IFPI)            | 2× Platin                                                              | (100.000)   |
| Schweden (IFPI)              | Platin                                                                 | (100.000)   |
| Schweiz (IFPI)               | Platin                                                                 | (50.000)    |
| Spanien (Promusicae)         | 2× Platin                                                              | (200.000)   |
| Vereinigte Staaten (RIAA)    | 6× Platin                                                              | 6.000.000   |
| Vereinigtes Königreich (BPI) | 5× Platin                                                              | (1.500.000) |
| Insgesamt                    | 57× Platin ·                                                           | 12.360.000  |

Hauptartikel: Bruce Springsteen/Auszeichnungen für Musikverkäufe